# Erebomorpha modesta
Erebomorpha modesta là một loài bướm đêm trong họ Geometridae.